# Agrilítsa
Agrilítsa (Agrilitsa) är en ort i Grekland.   Den ligger i prefekturen Nomós Argolídos och regionen Peloponnesos, i den södra delen av landet, 110 km väster om huvudstaden Aten. Agrilítsa ligger 276 meter över havet och antalet invånare är 149.
Terrängen runt Agrilítsa är kuperad åt sydost, men åt nordväst är den bergig.Runt Agrilítsa är det ganska tätbefolkat, med 72 invånare per kvadratkilometer. Närmaste större samhälle är Argos, 12,1 km öster om Agrilítsa. 